# Четрнаести конгрес СКЈ
Четрнаести (ванредни) конгрес Савеза комуниста Југославије одржан је од 20. до 22. јануара 1990, у Сава центру у Београду. Присуствовали су делегати из свих република и покрајина, као и партијска делегација ЈНА. Тадашњи председник Председништва ЦК СКЈ био је Милан Панчевски из Македоније.
На конгресу су се највише сукобиле српска и словеначка делегација. Први су се залагали за увођење система „један човек - један глас“, тј. за централизовање Југославије. Словенци су, међутим, предлагали конфедерацију партије и државе. Сви предлози словеначке делегације, коју је предводио Милан Кучан, били су одбијени. Истовремено, српски предлози су прихватани већином гласова.
После два дана рада и оштрих вербалних сукоба, делегација СК Словеније напустила је, 22. јануара увече, конгресну дворану центра „Сава“. Одмах након тога, шеф делегације СК Србије, Слободан Милошевић, предложио је да конгрес настави рад и пређе на доношење одлука. Међутим, томе се оштро супротставила делегација СК Хрватске. Они су саопштили да ће, уколико се то буде десило, и они напустити конгрес. Њима су се придружиле делегације СК Македоније и СК Босне и Херцеговине.
Милан Панчевски закључио је рад конгреса и рекао да ће он наставити рад. Али се то у наредним данима није десило. Тиме је, након 45 година, прекинута владавина СКЈ. Овај догађај био је један од кључних у распаду СФРЈ.

## Број учесника
Број изабраних делегата
Изабраних делегата конгреса било је 1.457, и то:
- Србије — 564 (укључујући делегате Војводине: 137 и Косова: 94),
- Босне и Херцеговине — 248,
- Хрватске — 216,
- Македоније — 141,
- Словеније — 114,
- Црне Горе — 99
- Југословенске народне армије — 68,
- Органа Федерације — 7 чланова
- Органа СКЈ — 198 делегата

То је све укупно чинило 1.655 делегата Конгреса.
Број учесника 1. пленарне седнице
Према извештају Верификационе комисије, поднесеном након 1. пленарне седнице, у раду конгреса учествовало је 1.601 делегат са правом гласа.
Број учесника 2. пленарне седнице
На почетку 2. пленарне седнице, у раду конгреса учествовало је 1.612 делегата са правом гласа.